# اندیس باریکا
باریکا یک اندیس فلزی است که در حوالی شهر آلوت استان آذربایجان غربی قرار دارد و مادهٔ معدنی موجود در آن، طلا است.  